# Saint-Forget
Saint-Forget és un municipi francès, situat al departament d'Yvelines i a la regió de Illa de França. L'any 2007 tenia 486 habitants.
Forma part del cantó de Maurepas, del districte de Rambouillet i de la Comunitat de comunes de la Haute Vallée de Chevreuse.

## Demografia

### Població
El 2007 la població de fet de Saint-Forget era de 486 persones. Hi havia 176 famílies, de les quals 32 eren unipersonals (16 homes vivint sols i 16 dones vivint soles), 52 parelles sense fills, 68 parelles amb fills i 24 famílies monoparentals amb fills.
La població ha evolucionat segons el següent gràfic:
Habitants censats

### Habitatges
El 2007 hi havia 213 habitatges, 179 eren l'habitatge principal de la família, 13 eren segones residències i 20 estaven desocupats. 199 eren cases i 13 eren apartaments. Dels 179 habitatges principals, 142 estaven ocupats pels seus propietaris, 31 estaven llogats i ocupats pels llogaters i 6 estaven cedits a títol gratuït; 1 tenia una cambra, 9 en tenien dues, 25 en tenien tres, 33 en tenien quatre i 111 en tenien cinc o més. 141 habitatges disposaven pel capbaix d'una plaça de pàrquing. A 49 habitatges hi havia un automòbil i a 122 n'hi havia dos o més.

### Piràmide de població
La piràmide de població per edats i sexe el 2009 era:
| Homes | Edats   | Dones |
| ----- | ------- | ----- |
| 0     | 95 o +  | 0     |
| 4     | 90 a 94 | 0     |
| 8     | 85 a 89 | 0     |
| 0     | 80 a 84 | 8     |
| 4     | 75 a 79 | 8     |
| 4     | 70 a 74 | 0     |
| 8     | 65 a 69 | 4     |
| 12    | 60 a 64 | 12    |
| 28    | 55 a 59 | 12    |
| 16    | 50 a 54 | 28    |
| 28    | 45 a 49 | 36    |
| 28    | 40 a 44 | 12    |
| 8     | 35 a 39 | 24    |
| 20    | 30 a 34 | 4     |
| 12    | 25 a 29 | 20    |
| 20    | 20 a 24 | 0     |
| 24    | 15 a 19 | 12    |
| 12    | 10 a 14 | 32    |
| 36    | 5 a 9   | 8     |
| 36    | 0 a 4   | 0     |

## Economia
El 2007 la població en edat de treballar era de 347 persones, 251 eren actives i 96 eren inactives. De les 251 persones actives 235 estaven ocupades (126 homes i 109 dones) i 16 estaven aturades (9 homes i 7 dones). De les 96 persones inactives 26 estaven jubilades, 43 estaven estudiant i 27 estaven classificades com a «altres inactius».

### Ingressos
El 2009 a Saint-Forget hi havia 177 unitats fiscals que integraven 462 persones, la mediana anual d'ingressos fiscals per persona era de 36.319 €.

### Activitats econòmiques
Dels 26 establiments que hi havia el 2007, 1 era d'una empresa de fabricació d'altres productes industrials, 3 d'empreses de construcció, 5 d'empreses de comerç i reparació d'automòbils, 1 d'una empresa immobiliària, 13 d'empreses de serveis i 3 d'entitats de l'administració pública.
Dels 3 establiments de servei als particulars que hi havia el 2009, 1 era un paleta, 1 lampisteria i 1 agència immobiliària.
L'any 2000 a Saint-Forget hi havia 3 explotacions agrícoles.

## Poblacions més properes
El següent diagrama mostra les poblacions més properes.